# Aktion 14f13

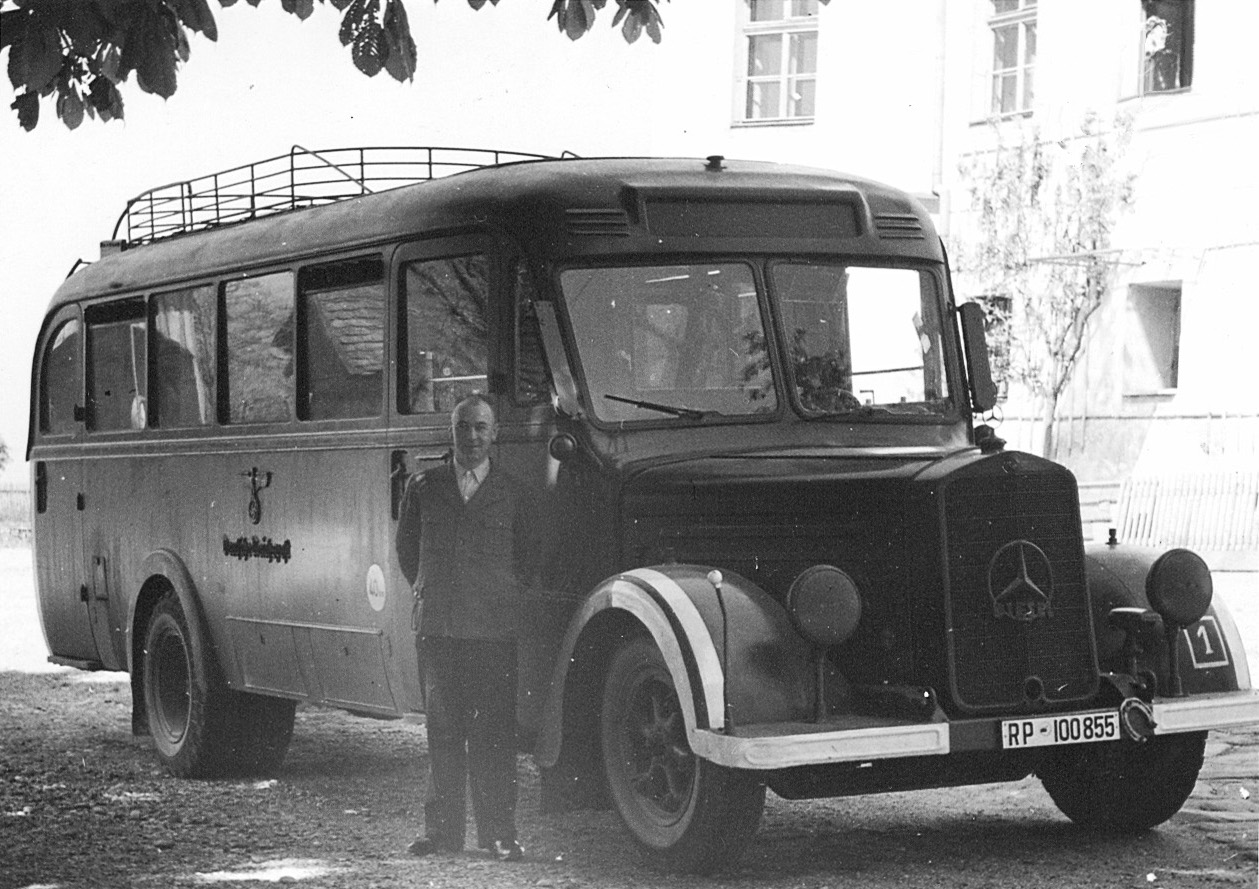
Un chauffeur et son bus Mercedes du centre de mise à mort de Hartheim pour le transport des victimes au château.

Le programme 14f13, ou Aktion 14f13, aussi appelé Sonderbehandlung 14f13, est une opération du Troisième Reich destinée à assassiner des déportés de camps de concentration nazis. Elle consiste à sélectionner et tuer les déportés malades, âgés ou invalides selon les critères nazis. L'un des critères de sélection pourrait s'expliquer notamment par le fait que les victimes étaient passées par des kommandos satellites en lien avec les armes de représailles V1 et V2.  Cette opération s'est déroulée d'août 1941 à fin 1944.

## Contexte de l'élaboration du programme
Au printemps 1941, Heinrich Himmler rencontre le Reichsleiter du NSDAP Philipp Bouhler, chef de la Chancellerie d'Hitler, pour lui faire part de  son désir de soulager les camps de concentration de leurs « poids morts », désignant ainsi les prisonniers malades et ceux qui ne sont plus capables de travailler.
Bouhler avait été désigné par Hitler pour mettre en œuvre l'Action T4, le programme d'« euthanasie » — euphémisme employé pour dissimuler la mise à mort que constitue cette euthanasie involontaire — destiné à éliminer discrètement les malades mentaux, infirmes et pensionnaires de maisons de retraite jugés incapables de travailler. Le but de cet accord entre  Himmler et Bouhler est de trouver une façon discrète de tuer les prisonniers des camps qui correspondent à la description donnée pour l'Aktion T4 ; 20 % des effectifs des camps doivent être sélectionnés en vue du traitement spécial 14f13. Bien que l'Aktion T4 ait été apparemment et officiellement arrêtée par Adolf Hitler le 24 août 1941, elle a continué secrètement dans l'Allemagne nazie jusqu'à la chute du IIIe Reich en 1945.

## Organisation
Bouhler ordonne au chef du Hauptamt II (le bureau principal) de la Chancellerie, l'Oberdienstleiter Viktor Brack de mettre en place ce programme. Brack était déjà responsable des  différentes opérations en rapport avec le programme T4, au sein de la Dienststelle T4 ; il y utilisait le pseudonyme de « Jennerwein ». Le projet s'est développé sous la direction de  l'inspection des camps de concentration (IKL) et du Reichsführer-SS sous le nom Sonderbehandlung 14f13. La combinaison de nombres et de lettres provient du système de tenue des dossiers SS : « 14 » désigne  l'IKL, « f » se réfère au mot allemand « morts » (Todesfälle) et le nombre « 13 » désigne la manière de mourir, dans ce cas-là, le gazage dans les centres d'« euthanasie » de la T4.

## Première phase: sélection
L'opération commence en avril de 1941  . Un comité de médecins se rend dans différents camps de concentration pour sélectionner des déportés malades et hors d'état de travailler destinés à être « éliminés ». Ce comité réunit des médecins déjà connus pour leurs rôles dans l'Aktion T4, comme les professeurs Werner Heyde et Hermann Paul Nitsche et les docteurs Friedrich Mennecke (de), Curt Schmalenbach (de), Horst Schumann, Otto Hebold (de), Rudolf Lonauer (de), Robert Müller, Theodor Steinmeyer (de), Gerhard Wischer (de), Viktor Ratka (de) et Hans Bodo Gorgaß (de). Pour accélérer le processus, les commandants de camp ont fait une liste de présélection. Ils doivent répondre à quelques questions : les informations personnelles, la date d'admission au camp, la diagnostic médical, l'existence de blessures de guerre et toute infraction antérieure. Conformément aux directives de l'opération, les noms des concentrationnaires présélectionnés devaient être compilés et présentés aux médecins. Les personnes retenues par le commandant lors de la présélection sont ensuite présentés au comité médical. Aucun examen médical n'est véritablement effectué par les médecins. À partir de cet « examen » et de leur dossier médical, les médecins décident si le déporté est ou n'est pas dirigé  vers le « traitement spécial » 14f13. Ce formulaire, appelé Meldebogen I est le même que celui qui a été employé lors de l'Aktion T4; les résultats sont alors envoyés pour enregistrement au bureau central T4 à Berlin.
Ceux susceptibles d'être retenus lors de la présélection étaient quelquefois encouragés par l'administration des camps à se déclarer malades ou incapables de travailler. On leur faisait alors miroiter un séjour dans un "centre de remise en forme" (en allemand Erholungsheim) ou un "sanatorium" où ils auraient à effectuer un travail plus léger. Des concentrationnaires ont accepté, parfois conscients de ce qui allait leur arriver.
La première sélection connue a lieu en avril de 1941 au camp de concentration de Sachsenhausen. Vers l'été, au moins 400 déportés de Sachsenhausen sont « mis à la retraite ». Pendant la même période, 450 prisonniers de Buchenwald et 575 prisonniers d'Auschwitz sont gazés au centre d'« euthanasie » de Sonnenstein. 1 000 prisonniers du camp de concentration de Mauthausen sont tués au château de Hartheim. Entre septembre et novembre 1941, 3 000 prisonniers de Dachau, ainsi que des milliers de Mauthausen et du camp double de Gusen sont gazés au château  de Hartheim. Le système se généralise, et le 10 décembre 1941, une circulaire est adressée à tous les commandants des camps de concentration leur annonçant la visite de la commission de médecins pour sélectionner les sujets « à traiter ». Ce document n'a pas été retrouvé en ce qui concerne Natzweiler et Ravensbrück, alors que Mennecke s'y est rendu en « visite d'expertise » le 19 novembre 1941 et au début de janvier 1942.
Le même traitement est réservé aux prisonniers des camps de concentration de Flossenbürg, Neuengamme et Ravensbrück. Dans la période suivante, 1 000 prisonniers de Buchenwald, 850 de Ravensbrück et 214 du camp de concentration de Groß-Rosen sont gazés au château de Sonnenstein et à Bernburg. En avril-mars de 1942, environ 1 600 femmes sont sélectionnées à Ravensbrück et gazées à Bernburg.
Ces « commentaires médicaux » qu'il note dans les formulaires sont décrits dans  des lettres du Dr Friedrich Mennecke. Pendant une sélection à Buchenwald, Mennecke écrit à sa femme Eva (née Wehlan) :

« D'abord il y avait 40 formulaires à terminer concernant un groupe aryen, sur qui mes deux autres collègues avaient déjà travaillé hier. De ces 40, j'en ai fait environ 15... Est alors venu « l'examen » des pat[ients], autrement dit, une présentation des détails et la comparaison avec les notations dans les dossiers. Nous n'avons pas encore eu fini avec ceux-ci à midi parce que deux de mes collègues ont travaillé hier sur dossiers, aussi j'ai « post-examiné » ceux que Schmalenbach (et moi-même, ce matin) avait préparés et ceux de Müller.
À 12 h nous avons fait une pause déjeuner... Ensuite, nous en avons examiné un peu plus jusqu'à environ 16 h, en fait, j'ai eu 105 pat[ients], Müller 78 pat[ients], de sorte qu'à la fin de cette 1re tranche, 183 formulaires ont été faites. En 2e partie, maintenant vient un total de 1 200 Juifs, qui ne seront entièrement « examinés », mais plutôt avec eux, il suffit de tirer des motifs de leur arrestation (souvent très vaste !) à partir des fichiers et de les transférer vers les formulaires. Donc, c'est un travail purement théorique qui nous emmène au lundi, certainement, [...] la même routine et le même travail. Après les juifs viennent environ 300 aryens en 3e partie, qui, de nouveau, vont devoir être examinés. »

Dans sa lettre du 4 avril 1941, parlant de la première sélection de Sachsenhausen, il précisait : « [...] notre travail est très très intéressant [...) ». Et plus tard, après une grande sélection à Dachau, le mercredi 3 septembre 1941, il note à son épouse qu'« il  n'y a que deux mille personnes dont on viendra très rapidement à bout... ».
La sélection des détenus obéit très vite à d'autres critères que la maladie ou l'incapacité de travailler ; s'y ajoutent alors des critères politiques, raciaux et tiennent compte des antécédents judiciaires. Mennecke note le 19 novembre 1941 qu'il est interrompu dans son travail par deux médecins de la T4 (il est en train de traiter 300 formulaires à Ravensbrück) qui l'informent de nouvelles directives de Berlin, élargissant la sélection à ces nouveaux groupes de déportés.
L'examen médical perd son sens, en particulier pour les détenus juifs ; aussi l'expertise médicale (ou phase II de la sélection) est-elle progressivement escamotée, et les médecins de la commission ne font plus que viser les dossiers des déportés sélectionnés par les médecins et commandants des camps. Il semble même qu'au camp d'hommes de Ravensbrück, cette phase II ait été complètement ignorée et qu'aucun médecin de la T4 ne soit intervenu, pourtant il y a 298 victimes dont 139 juifs dans cette partie du camp.

## Centres d'extermination
Seuls trois centres de mise à mort nazis (NS-Tötungsanstalt) sont utilisés pour le gazage des prisonniers « invalides » : le centre de mise à mort de Bernburg (dirigé par Irmfried Eberl qui est commandant de Treblinka en juillet-août 1942), le centre de mise à mort de Sonnenstein (dirigé par Horst Schumann) et le centre de mise à mort de Hartheim (dirigé par Rudolf Lonauer et Georg Renno). Après que les commissions de médecins ont déclaré des prisonniers « invalides » dans les différents camps de concentration, l'administration du camp doit répondre à cette demande d'« euthanasie ». Ils sont alors transportés soit par la Gekrat (de) soit par la Deutsche Reichsbahn directement dans l'un des centres d'extermination. Là, les prisonniers sont  examinés par un médecin du centre à la recherche de dents en or avant d'être conduits dans une chambre à gaz, où ils sont tués au monoxyde de carbone ; d'après un médecin de la T4 en poste à Bernburg, « les condamnés étaient "endormis" à l'oxyde de carbone" ». Après avoir enlevé les dents en or, qui sont envoyées à un bureau central à Berlin, les cadavres sont incinérés dans le crématoire sur place. Certains cadavres sont examinés plus en détail avant l'incinération.
Le meurtre est commis par le même personnel, en utilisant les mêmes moyens que ceux utilisés précédemment avec les malades mentaux dans le cadre de l'Aktion T4. Quelques détails administratifs ont été modifiés et les décès sont enregistrés par les membres de l'administration des  camps respectifs qui en informe les parents de la victime. Une description détaillée a été donnée par Vinzenz Nohel (de) en septembre 1945 à la Linz Kriminalpolizei qui enquêtait alors sur les crimes de guerre nazis qui ont eu lieu dans la région. Nohel, qui avait travaillé au four crématoire du centre de mise à mort de Hartheim, a été reconnu coupable au procès de Dachau-Mauthausen en 1946 et condamné à mort pour l'assassinat de prisonniers des camps de concentration déclarés malades et invalides. Il a été exécuté en 1947.

## Extension puis réduction des sélections
Progressivement, les sélections incluent les politiques ou autres indésirables (selon les critères nazis), les juifs et les soi-disant asociaux. Conformément aux orientations générales de la police bavaroise du 1er août 1936, ceux qui doivent être mis en détention préventive sont les « gitans, les vagabonds, les clochards, les paresseux, les oisifs, les mendiants, les prostituées, les fauteurs de troubles, les criminels de carrière, les voyous, les contrevenants aux règles de la circulation, les psychopathes et les malades mentaux. » En raison de la nécessité croissante de travailleurs dans l'économie de guerre, l'Inspection des camps de concentration publie un décret le 26 mars 1942, qui est distribué à tous les commandants des camps. Le 16 mars 1942, ce service est incorporé dans l'Office central SS pour l'économie et l'administration comme division (Amt.) D, sous les ordres du SS-Brigadefuhrer Richard Glücks. Ce décret a été signé par Arthur Liebehenschel, agissant à la place de Glücks).

« Il a été révélé par un rapport d'un commandant de camp, que parmi 51 prisonniers sélectionnés pour Sonderbehandlung 14f13, après un certain temps, 42 de ces prisonniers sont redevenus “aptes au travail” et par conséquent n'ont pas eu besoin d'être envoyés. De ce fait, il est évident que le choix des prisonniers ne se déroule pas selon les règles énoncées. La commission des examens ne peut opter que pour des prisonniers qui correspondent à la réglementation et, surtout, qui ne sont plus en mesure de travailler. Afin de gérer le travail mis en place dans les camps de concentration, l'effectif des détenus doit être conservé dans le camp. Les commandants des camps  de concentration sont invités à porter une attention particulière à cette question »

— Liebehenschel SS-Obersturmbannführer.
Un an plus tard, l'intensification de la guerre nécessite de réduire les sélections pour s'assurer un nombre suffisant de travailleurs valides pouvant travailler pour l'économie de guerre.
Il est à noter que si certains déportés échappent à la mort à partir de 1943 parce qu'il convient de conserver un potentiel de travail dans les camps de concentration, un groupe de prisonniers s'est trouvé protégé dès 1942, du fait de leur statut particulier. Zamecnick  signale le cas particulier de l'ecclésiastique allemand Hermann Scheipers : alors qu'il est engagé dans le processus de l'Aktion 14f13, sa sœur engage des démarches auprès de l'administration nazie et informe un collaborateur du RSHA que « dans le pays de Münster, on sait que les prêtres sont gazés ». Très vite, Scheipers, mais aussi les autres prêtres qui devaient également être gazés sont réintégrés dans des blocks normaux. Aucun ecclésiastique allemand ne sera incorporé à un transport d'invalides à partir du 12 août 1942.
Le 27 avril 1943, Glücks présente un nouveau décret précisant qu'à l'avenir, seuls les prisonniers qui sont réellement des malades mentaux doivent être sélectionnés.

« Le Reichsführer-SS et chef de la police allemande a décidé qu'à l'avenir, seuls les détenus malades mentaux peuvent être sélectionnés par le panel de médecins réunis pour l'action 14f13. Tous les autres prisonniers incapables de travailler (ceux qui sont malades de la tuberculose, estropiés, alités, etc) sont catégoriquement exclus de cette opération. Les prisonniers alités doivent être utilisés pour un travail  qu'ils peuvent effectuer au lit. À l'avenir, l'ordre du Reichsführer-SS doit être attentivement respecté. Les besoins en carburant de ce fait sont donc diminués. »

Après ces directives, seul le centre de mise à mort Hartheim est nécessaire. Bernburg et Sonnenstein sont fermés. La première phase de l'Aktion 14f13 est terminée.

## Deuxième phase de l'Aktion 14f13
Les nouvelles directives du 11 avril 1944 lancent la deuxième phase de l'Aktion 14f13. Dès cet instant, les sélections (et les formulaires à remplir) ne sont plus de la responsabilité du groupe de médecins de la T4. La sélection des déportés destinés à mourir est sous la seule responsabilité des administrations du camp, et plus généralement, le médecin du camp. Cela n'exclut pas cependant l'élimination des malades, qui physiquement ne sont plus en état de travailler ; cette exécution s'effectue dans le camp lui-même ou par le transfert des prisonniers dans un camp qui possède une chambre à gaz, tels que les camps de concentration d'Auschwitz, Mauthausen ou Sachsenhausen.
À Hartheim, on gaze alors les travailleurs forcés de l'Europe de l'Est qui ne sont plus en mesure de travailler, des prisonniers de guerre soviétiques et des juifs hongrois, en plus des détenus des camps de concentration. Le dernier convoi de prisonniers à destination de Hartheim, le 11 décembre 1944, marque la fin de l'opération. Les chambres à gaz de Hartheim sont démontées et un commando de 20 détenus de Mauthausen efface toute trace d'activité ; un des membres de ce commando dit avoir retrouvé dans le garage du château des vêtements d'enfants, de femmes et d'hommes, de quoi remplir quatre charrettes. Le château sera ensuite utilisé comme orphelinat.
Le nombre exact de personnes tuées dans le cadre du programme Aktion 14f13 n'est pas précis. Selon la littérature scientifique sur le sujet, ce chiffre atteindrait 15 000 à 20 000 victimes pour la période se terminant en 1943.

## Liste de centres de mise à mort
- Centre de mise à mort de Bernburg
- Centre de mise à mort de Brandebourg
- Centre de mise à mort Grafeneck
- Centre de mise à mort Hadamar
- Centre de mise à mort de Hartheim
- Centre de mise à mort Sonnenstein